# Wilhelm Wagner (architekt)
Wilhelm Wagner (ur. 2 września 1875 w Rudolstadt, zm. 1953 w Berlinie) – niemiecki architekt, nauczyciel akademicki i miejski urzędnik budowlany.

## Życiorys
Studiował w Technische Hochschule w Brunszwiku i Monachium. Praktykował w pracowni architektonicznej Franza Schwechtena. Był nauczycielem zawodu w Szkołach Rzemiosł Budowlanych w Holzminden i Kolonii, a następnie asystentem Johannesa Vollmera (pioniera, na gruncie niemieckim, szerokiego zastosowania betonu i żelazobetonu w architekturze) w Technische Hochschule w Charlottenburgu.
W 1903 jego projekt Deutsches Künstlerheim w Rzymie wygrał w prestiżowym konkursie architektonicznym im. Schinkla (niem. Schinkel — Wettbewerb). Wśród wielu nagród jakie otrzymał w pierwszych dwu dekadach XX w. warto jeszcze wymienić Wielką Nagrodę Państwową Akademii Sztuk Pięknych w Berlinie. Był architektem miejskim w Naumburg (Saale), w 1906 został architektem miejskim Głogowa. W 1914 został dyrektorem Szkoły Rzemiosł Artystycznych w Berlinie.

## Działalność
Wilhelm Wagner jest autorem pomników oraz gmachów publicznych i prywatnych w Naumburg (Saale), Głogowie, Zielonej Górze (kościół Najświętszego Zbawiciela w Zielonej Górze), Neuenhagen, Eisenach, Gelsenkirchen, Brunszwiku i Berlinie. Był także jurorem licznych konkursów architektonicznych na północnych obszarach Dolnego Śląska. Sam także brał udział w licznych konkursach na gmachy użyteczności publicznej w różnych miastach niemieckich. 
Spośród wielu kolejnych obszarów aktywności architekta istotną była funkcja architekta miejskiego Głogowa. Wilhelm Wagner przyczynił się do dynamicznego rozwoju urbanistycznego i architektonicznego miasta w latach 1907–1914, będącego konsekwencją zniesienia w 1903 statusu twierdzy i przejęcia przez władze miejskie obwarowań i umocnień blokujących dotąd rozbudowę tego ośrodka. Opracował szczegółowe plany zagospodarowania przestrzennego południowych i zachodnich odcinków dawnych obwarowań, programy zabudowy nowych obszarów miejskich i przedmieść.

## Znaczenie
Był architektem, którego twórczość podlegała ciągłej ewolucji formy i stylowych nawiązań, stanowiąc przykład przemian niemieckiej architektury pierwszych dekad ubiegłego stulecia, w zgodzie z aktualnymi, szybko zmieniającymi się modami i trendami ideowymi. Od historyzującego eklektyzmu, przez realizacje indywidualnie interpretowanego, zmodernizowanego Jugendstilu po czerpiące z najlepszych wzorców realizacje w nowoczesnych funkcjonalistycznych formach.